# 1770
Перша наукова революція •  Просвітництво • Глухівський період в історії Гетьманщини •  Російська імперія

## Геополітична ситуація
Султаном Османської імперії є Мустафа III (до 1774). Під владою османів перебувають Близький Схід та Єгипет, Середземноморське узбережжя Північної Африки, частина Закавказзя, значні території в Європі: Греція, Болгарія і Сербія. Васалами османів є Волощина та Молдова.
Священна Римська імперія охоплює, крім німецьких земель, Угорщину з Хорватією, Трансильванію, Богемію, Північну Італію, Австрійські Нідерланди. Її імператор — Йосиф II (до 1790). Марія-Терезія має титул королеви Угорщини. Королем Пруссії є Фрідріх II (до 1786).
У Франції править Людовик XV (до 1774). Франція має колонії в Північній Америці та Індії. В Іспанії — Карл III (до 1788). Королівству Іспанія належать південь Італії, Нова Іспанія, Нова Гранада та Віцекоролівство Перу в Америці, Філіппіни. У Португалії королює Жозе I (до 1777). Португалія має володіння в Бразилії, в Африці, в Індії, в Індійському океані й Індонезії.
На троні Великої Британії сидить Георг III (до 1820). Британія має колонії в Північній Америці, на Карибах та в Індії. Північ Нідерландів займає Республіка Об'єднаних провінцій. Вона має колонії в Північній Америці, Індонезії, на Формозі та на Цейлоні. Король Данії та Норвегії — Кристіан VII (до 1808), який змінив Фредеріка V, на шведському троні сидить Адольф Фредерік (до 1771). На Апеннінському півострові незалежні Венеціанська республіка та Папська область. Король Речі Посполитої — Станіслав Август Понятовський (до 1795). У Російській імперії править Катерина II (до 1796).
Україну розділено по Дніпру між Річчю Посполитою та Російською імперією. Лівобережна частина розділена на Малоросійську, Новоросійську та Слобідсько-Українську губернії. Нова Січ є пристановищем козаків. Існує Кримське ханство, якому підвладна Ногайська орда.
В Ірані фактично править династія Зандів при номінальному правлінні сефевіда Ісмаїла III.
Значними державами Індостану є Імперія Великих Моголів, Імперія Маратха. Зростає могутність Британської Ост-Індійської компанії. У Китаї править Династія Цін. У Японії триває період Едо.

## Події

### В Україні
- На місці сучасного Запоріжжя була закладена Олександрівська фортеця. Цю подію вважають датою заснування міста.
- Почалася епідемія чуми на Поділлі.[1]

### У світі
- Шотландський мандрівник Джеймс Брюс добрався до столиці Абіссинії Гондера. Пізніше він відкрив те, що, на його думку, було витоком Нілу.
- Тривало перше плавання Джеймса Кука[en]. Кук обплив навколо Нової Зеландії, потім відкрив східне узбережжя Австралії. Він визначив, що Нова Голландія (Австралія) не сполучена сушею з Новою Гвінеєю. Потім він відвідав Ботанічну затоку.
- 5 березня відбулася сутичка між бостонцями та британськими солдатами, яка залишилася в історії під назвою Бостонська бійня.
- 21 березня Прітхві Нараян Шах переніс столицю Непалу в Катманду.
- 12 квітня Британський парламент відкликав акти Таунзенда. Залишився тільки податок на імпортний чай. Американці у відповідь відмовилися від ембарго на британські товари.
- Російсько-турецька війна:
  - 18 червня росіяни виграли сутичку біля Рябої Могили.
  - 5 липня росіяни здобули перемогу в Чесменській битві.
  - 7 липня росіяни виграли битву при Ларзі.
  - 1 серпня російські війська перемогли турків у битві при Кагулі.
  - Епідемія чуми, занесена з фронту війни, охопила Росію.
- 7 грудня король Франції Людовик XV бунтівливі парламенти Парижа та 13 провінцій.

### Наука та культура
- Жозеф-Луї Лагранж доказав теорему про чотири квадрати.
- Жан-Шарль де Борда запропонував систему голосування, названу його іменем.
- Артур Янґ надрукував «Курс експериментального сільського господарства».
- Поль-Анрі Гольбах опублікував книгу «Система природи».
- Комета Лекселля пролетіла найближче до Землі за всю історію спостережень.
- Медаль Коплі отримав Вільям Гамільтон за опис подорожі до гори Етна.
- Річард Солтер почав виготовляти пружинні терези.

### Зникли
- Білгородська орда

### Астрономічні явища
- 25 травня. Повне сонячне затемнення, сарос 124, спостерігалося над Тихим океаном.[2][3]
- 17 листопада. Кільцеподібне сонячне затемнення.[2]

## Народились
див. також Категорія:Народились 1770
- 7 квітня — Вільям Вордсворт, англійський поет
- 27 серпня — Георг Вільгельм Фрідріх Гегель, німецький філософ
- 5 грудня — Джеймс Стірлінг, шотландський математик

## Померли
див. також Категорія:Померли 1770
- 8 червня — Арсеній (Могилянський), релігійний діяч, митрополит Київський, Галицький і всієї Малої Росії (1757—1770)